# Gábor Darvas
Pour les articles homonymes, voir Steinberger (homonymie).
 (août 2019).
Darvas Gábor (dans le nom hongrois, le nom de famille précède le prénom), né Gábor Steinberger, nom qu'il utilisera jusqu'en 1952, est un compositeur et musicologue hongrois. Il fut l'un des premiers compositeurs hongrois a étudier la musique électronique. En tant que musicologue, son travail s'est essentiellement porté sur les musiques du XIVe et du XVIe siècle.

## Biographie
Il est né en 1911 à Szatmárnémeti (Autriche-Hongrie, actuellement en Satu Mare en Roumanie). Sa famille déménage à Budapest en 1918, où il achève son cursus scolaire. Il commence par apprendre le piano à l'âge de neuf ans, puis le basson de 1926 à 1932 et parallèlement la composition à l'Académie de musique de Budapest de 1929 à 1932.
Au cours de la Seconde Guerre mondiale, Darvas s'exile au Chili, où il sert d'assistant au chef d'orchestre Erich Kleiber, puis exerce comme musicologue spécialisé dans la musique renaissance (XVe et XVIe siècles). Il retourne en Hongrie en 1948, et travaille pour la radio (en 1949-1950, puis à nouveau de 1953 à 1960). Il fut également responsable éditorial de la maison d'édition Editio Musica Budapest de 1955 à 1957, directeur artistique de la maison de disque Hungaroton de 1957 à 1959 et conseiller musical à l'office hongrois de protection des droits d'auteurs de 1960 à 1972.
La plupart de ses compositions datent des années 1960 et forment une synthèse entre Béla Bartók, et la musique procédurale(en) (générée de manière automatique et aléatoire). Il fut également l'un des premiers compositeurs à travailler avec des bandes magnétiques.

## Compositions[1]
- Improvisations symphoniques, 1963 pour pianoforte et orchestre.
- Varianti, 1964, pour orchestre.
- Sectio aurea, 1964, pour orchestre.
- Medália, 1965, pour soprano soliste, percussions, clavier et bande magnétique.
- A torony,1967-1984, pour soprano et baryton solistes, chœur et orchestre. La version de 1984 est un arrangement pour chœur et bande magnétique.
- Rotation,1968, pour 5 vibraphones, marimba, guitare, clavecin et pianoforte.
- Prelude, 1970, pour bande magnétique.
- Passiózene, 1974-1978, pour voix solistes (non-spécifié) et bande magnétique.
- Bánat, 1978, pour basse soliste, orchestre et bande magnétique.
- Reminiszenciák, 1979, pour bande magnétique.
- Poèmes électroniques, 1982–3 pour bande magnétique.
- Fantasia, 1983, pour pianoforte et orchestre de chambre.
- Szinfonikus etűdök / Etudes symphoniqes, 1984, pour orchestre.

## Orchestrations[1]
- Bakfark : Trois Fantaisies, 1951
- Liszt : Rhapsodie espagnole, 1952
- Liszt : Concerto pathétique, 1953
- Liszt :  Csárdás macabre, 1954
- Liszt : Sunt lacrimae rerum, 1957

## Publications
- A szimfonikus zenekar (Zeneműkiadó Vállalat Budapest, 1958)
- A zenekari muzsika műhelytitkai (Zeneműkiadó Vállalat Budapest, 1960)
- Évezredek hangszerei (Zeneműkiadó Vállalat Budapest, 1961)
- Zenei ABC (Zeneműkiadó Vállalat Budapest, 1963)
- Bevezető a zene világába (1-5) (Zeneműkiadó Budapest, 1965)
- A zene anatómiája (Zeneműkiadó Budapest, 1974, 1975, 1985)
- Zenei minilexikon (Zeneműkiadó Budapest, 1974)
- A totem-zenétől a hegedűversenyig (Zeneműkiadó Budapest, 1977)
- Zenei zseblexikon (Zeneműkiadó Budapest, 1978, 1982, 1987)
- Zene Bachtól napjainkig (Zeneműkiadó Budapest, 1981)